# 本迪
本迪（Bundi），是印度拉贾斯坦邦本迪县的一个城镇。总人口88312（2001年）。

## 人口
该地2001年总人口88312人，其中男性46550人，女性41762人；0—6岁人口12206人，其中男6556人，女5650人；识字率66.57%，其中男性为74.71%，女性为57.49%。